# Janowice (powiat puławski)
Janowice – wieś w Polsce położona w województwie lubelskim, w powiecie puławskim, w gminie Janowiec. Leży na skraju Małopolskiego Przełomu Wisły, nad Plewką w niewielkim oddaleniu od lewego brzegu Wisły. Wieś znajduje się w granicach Kazimierskiego Parku Krajobrazowego. 
Prywatna wieś szlachecka, położona była w drugiej połowie XVI wieku w powiecie radomskim województwa sandomierskiego. W latach 1975–1998 miejscowość należała administracyjnie do województwa lubelskiego.
Wieś stanowi sołectwo gminy Janowiec. Według Narodowego Spisu Powszechnego z roku 2011 wieś liczyła 329 mieszkańców.
Podczas powodzi w czerwcu 2010 wezbrane wody Wisły przerwały wał przeciwpowodziowy. W wyniku tego zdarzenia zalana została między innymi miejscowość Janowice.
Atrakcją turystyczną jest zalew na Plewce. Zbiornik pełni funkcję rekreacyjną.
Urodzili się tu:
- Ruta Janina Czaplińska – szef Wydziału Łączności Narodowego Zjednoczenia Wojskowego, więźniarka okresu stalinowskiego[11].
- Leszek Nekanda-Trepka – polski inżynier spawalnictwa, prof. dr. hab. inż. Politechniki Warszawskiej.

Wierni Kościoła rzymskokatolickiego należą do parafii św. Stanisława Biskupa i św. Małgorzaty w Janowcuj.